# Lake of the Woods (Virginie)
 (mars 2025).
Pour les articles homonymes, voir Lake of the Woods.
Lake of the Woods est une census-designated place située dans le comté d'Orange, dans l’État de Virginie, aux États-Unis. Lors du recensement de 2020, elle comptait 8 081 habitants.